# Miguel Ángel Estrada (fútbol de playa)
Miguel Ángel Estrada Ramírez es un jugador de fútbol playa y fútbol sala mexicano. 

## Participaciones en la Copa del Mundo de Playa
| Mundial                                | Sede    | Resultado        | Partidos | Goles |
| -------------------------------------- | ------- | ---------------- | -------- | ----- |
| Copa Mundial de Fútbol Playa FIFA 2007 | Brasil  | Subcampeón       | 6        | 0     |
| Copa Mundial de Fútbol Playa FIFA 2008 | Francia | Primera Fase     | 3        | 0     |
| Copa Mundial de Fútbol Playa FIFA 2011 | Italia  | Cuartos de final | 4        | 0     |

## Participaciones en la Copa del Mundo de fútbol sala
| Mundial                                           | Sede      | Resultado    | Partidos | Goles |
| ------------------------------------------------- | --------- | ------------ | -------- | ----- |
| Campeonato Mundial de fútbol sala de la FIFA 2012 | Tailandia | Primera fase | 3        | 0     |

## Participaciones en el Campeonato de Fútbol Playa de Concacaf
| Copa                                           | Sede        | Resultado    | Partidos | Goles |
| ---------------------------------------------- | ----------- | ------------ | -------- | ----- |
| Campeonato de Fútbol Playa de Concacaf de 2007 | México      | Cuarto lugar | 4        | 0     |
| Campeonato de Fútbol Playa de Concacaf de 2008 | México      | Campeón      | 3        | 0     |
| Campeonato de Fútbol Playa de Concacaf de 2009 | México      | Tercer lugar | 4        | 0     |
| Campeonato de Fútbol Playa de Concacaf de 2010 | México      | Campeón      | 5        | 0     |
| Campeonato de Fútbol Playa de Concacaf de 2013 | Bahamas     | Tercer lugar | 4        | 0     |
| Campeonato de Fútbol Playa de Concacaf de 2013 | El Salvador | Campeón      | 6        | 0     |

## Distinciones individuales
| Distinción                                               | Año  |
| -------------------------------------------------------- | ---- |
| Mejor portero del Campeonato de Fútbol Playa de Concacaf | 2010 |
| Mejor portero del Campeonato de Fútbol Playa de Concacaf | 2015 |